# Polyspina piosae
Polyspina piosae är en fiskart som först beskrevs av Gilbert Percy Whitley 1955.  Polyspina piosae ingår i släktet Polyspina och familjen blåsfiskar. Inga underarter finns listade i Catalogue of Life.